# Сити (Лондон)
Вижте пояснителната страница за други значения на Сити.
Сити или Лондонско Сити (на английски: City of London) е отделна административна единица (церемониално графство) в Англия, макар че е сравнително малък квартал в центъра на Голям Лондон, Обединено кралство. Той представлява историческото сърце на Лондон, някогашния древноримски град Лондиниум (Londinium) основан през 47 година като търговско пристанище, около който с вековете се е разраствал съвременният град. Границите му са останали непроменени от Средните векове и сега то е само малка част от метрополията Лондон, макар че играе водеща роля особено в икономиката и финансите не само на страната, но и на света. Често бива наричано „Ситито“ или „Квадратната миля“, тъй като реалният му размер е около една квадратна миля  по площ. Същото име често се използва като нарицателно и за финансовите услуги в Обединеното кралство, които исторически са били разположени тук. В днешно време тук са разположени много финансови институции, както и централната банка Банк ъф Ингланд.
През Средновековието градът Лондон е бил в границите на Сити, а всички останали съвременни квартали са били села, разположени наблизо (borough). Днес Голям Лондон е огромна градска агломерация и е съставен от 32 такива квартала и от Сити (официално наричано City of London). Местната власт на Сити се нарича Корпорация на Лондонското Сити (City of London Corporation) и е уникална в Обединеното кралство по своите правомощия и функции. Корпорацията се оглавява от лорд кмет на Лондон („Lord Mayor of London“), който е различен (а и длъжността му е исторически по-стара) от кмета на Лондон. Избира се за една година от жителите на Ситито.
Около 80% от историческите сгради на Сити са унищожени през 1666 г. по време на големия пожар в Лондон след което основния брой здания, включително катедралата Сейнт Пол са построени под ръководството на архитекта Кристофър Рен. През 70-те години на 20 век се разгръща мащабно строителство на високи офисни сгради като 40 етажния 180 метров екологичен небостъргач Мери Екс построен в периода 2001 – 2004 г.
Девизът на Лондонското Сити е написан на латински „Domine dirige nos“, което се превежда като „Господи, води ни“. Приет е през XVII век, а най-ранното му опоменаване е през 1633 г.